# ヨハン・フリードリヒ (ブラウンシュヴァイク＝カレンベルク公)
ヨハン・フリードリヒ（ドイツ語：Johann Friedrich, 1625年4月25日 - 1679年12月18日）は、ブラウンシュヴァイク＝リューネブルク公の1人で、カレンベルク侯（在位：1665年 - 1679年）。カレンベルク侯ゲオルクと妃アンナ・エレオノーレ・フォン・ヘッセン＝ダルムシュタットの三男として生まれた。クリスティアン・ルートヴィヒ、ゲオルク・ヴィルヘルムの弟、デンマーク・ノルウェー王フレデリク3世妃ゾフィー・アマーリエ、ハノーファー選帝侯エルンスト・アウグストの兄である。

## 生涯
1651年、家族の中でただ1人、ローマ・カトリックに改宗した。1665年、次兄ゲオルク・ヴィルヘルム（亡くなった長兄クリスティアン・ルートヴィヒの支配していたリューネブルク侯領を受け継いだ）からカレンベルク侯領を譲られた。1666年、ヨハン・フリードリヒはハノーファー近郊のヘレンハウゼンにヴェルサイユ宮殿を模倣例としたヘレンハウゼン宮殿を建設した。この宮殿に付属していた庭園はヘレンハウゼン王宮庭園として知られている。
1676年、ヨハン・フリードリヒは哲学者ゴットフリート・ライプニッツを顧問官および公爵家図書館の司書として雇い入れた。これがライプニッツとハノーヴァー家との40年にわたる結びつきの端緒となり、ライプニッツはその後のハノーヴァー家3代をパトロンとし、ヨーロッパ随一の哲人の名をほしいままにした。作曲家アントニオ・サルトリオも1666年から1675年まで宮廷楽士長として雇っている。
1679年に死去した。享年54。カレンベルク侯領はオスナブリュック司教になっていた弟のエルンスト・アウグストが相続した。

## 子女
1668年、プファルツ＝ジンメルン伯エドゥアルト（プファルツ選帝侯兼ボヘミア王フリードリヒ5世と妃エリザベスの息子で、エルンスト・アウグストの妃ゾフィーの兄の1人）と妃アンヌ・ド・ゴンザーグの娘ベネディクタ・ヘンリエッテと結婚し、間に4人の娘をもうけた。
- アンネ・ゾフィー（1670年 - 1672年）
- シャルロッテ・フェリーツィタス（1671年 - 1710年） - 1696年、モデナ公リナルド・デステと結婚
- ヘンリエッテ・マリー（1672年 - 1757年）
- アマーリア・ヴィルヘルミーネ（1673年 - 1742年） - 1699年、神聖ローマ皇帝ヨーゼフ1世と結婚

| 爵位・家督                  | 爵位・家督                     | 爵位・家督                  |
| --------------------------- | ------------------------------ | --------------------------- |
| 先代 ゲオルク・ヴィルヘルム | カレンベルク侯 1665年 - 1679年 | 次代 エルンスト・アウグスト |